# Ciclismo nos Jogos Pan-Americanos de 2023 - Estrada contra o relógio masculino
A prova de estrada contra o relógio masculino do ciclismo nos Jogos Pan-Americanos de 2023 foi disputada em 22 de outubro de 2023 nas ruas da Isla de Maipo, localizada na região metropolitana de Santiago. Um total de 15 ciclistas de 10 Comitês Olímpicos Nacionais (CON) participaram do evento.

## Calendário
Horário local (UTC−3).
| Data          | Hora  | Fase  |
| ------------- | ----- | ----- |
| 22 de outubro | 13:00 | Final |

## Medalhistas
| Ouro   | COL Walter Vargas   |
| Prata  | ECU Richard Carapaz |
| Bronze | BER Conor White     |

## Resultados
Os competidores largam escalonadamente e os que completaram o percurso de 40 quilômetros nos menores tempos definiram os medalhistas.
| Pos.              | Ciclista            | CON           | Tempo    | Dif.     |
| ----------------- | ------------------- | ------------- | -------- | -------- |
| Medalha de ouro   | Walter Vargas       | COL Colômbia  | 47:02.72 |          |
| Medalha de prata  | Richard Carapaz     | ECU Equador   | 47:36.02 | +33.30   |
| Medalha de bronze | Conor White         | BER Bermudas  | 48:13.96 | +1:11.24 |
| 4                 | Eric Fagúndez       | URU Uruguai   | 48:39.05 | +1:36.33 |
| 5                 | Kaden Hopkins       | BER Bermudas  | 48:45.41 | +1:42.69 |
| 6                 | José Luis Rodríguez | CHI Chile     | 49:10.18 | +2:07.46 |
| 7                 | Orluis Aular        | VEN Venezuela | 49:12.63 | +2:09.91 |
| 8                 | Laureano Rosas      | ARG Argentina | 49:23.94 | +2:21.22 |
| 9                 | Héctor Quintana     | CHI Chile     | 49:30.27 | +2:27.55 |
| 10                | Chris Ernst         | CAN Canadá    | 49:47.37 | +2:44.65 |
| 11                | Clever Martínez     | VEN Venezuela | 49:59.56 | +2:56.84 |
| 12                | Víctor Ocampo       | COL Colômbia  | 50:01.23 | +2:58.51 |
| 13                | Campbell Parrish    | CAN Canadá    | 50:08.45 | +3:05.73 |
| 14                | Brayan Sánchez      | COL Colômbia  | 50:30.02 | +3:27.30 |
| 15                | Bolivar Espinosa    | PAN Panamá    | 50:44.68 | +3:41.96 |